# Wahl-Navi
Das Wahl-Navi ist eine interaktive Online-Anwendung, die von Politikwissenschaftlern entwickelt wurde und vor Wahlen zum Einsatz kommt. Es befragt Nutzer über deren politische Einstellung zu wahlrelevanten Themenbereichen und errechnet auf der Basis der Nutzer-Antworten, wie nahe diese bestimmten Parteien stehen – und wie sie deren Kandidaten bewerten.
Das Wahl-Navi wurde unter dem Namen Vote Compass schon von Millionen Menschen weltweit vor Wahlen genutzt. Es wird von der Firma Vox Pop Labs betrieben, einem Unternehmen, das sich sozialen Zielen verpflichtet hat. Vox Pop Labs kooperiert für den Vote Compass mit lokalen News-Organisationen, darunter das Wall Street Journal, Vox Media, die Canadian Broadcasting Corporation, die Australian Broadcasting Corporation, Television New Zealand, France 24 – und jetzt unter dem Namen Wahl-Navi mit der Mediengruppe RTL (RTL, ntv, RTL2) in Deutschland.
Das Wahl-Navi ist in Deutschland zum ersten Mal am 25. August 2017 online gegangen – in Zusammenarbeit mit der Mediengruppe RTL. Nach der ersten Woche sind die Nutzerzahlen schon bei über einer Million angelangt.

## Entstehung
Das Wahl-Navi wurde von Clifton van der Linden entwickelt, einem Promovenden des Instituts für Politikwissenschaften an der Universität von Toronto. Im Dezember 2012 wurde es von van der Linden gemeinsam mit einem Team von Politik- und Sozialwissenschaftlern sowie Statistikern seiner Firma Vox Pop Labs durchgeführt. Obwohl das Wahl-Navi von europäischen Wahl-Empfehlungs-Tools inspiriert wurde, lehnt van der Linden diese Bezeichnung strikt ab. Das Wahl-Navi (Vote Compass) „wurde nicht entwickelt, um alle möglichen Variablen zu berechnen, die Einfluss auf eine Wahlentscheidung haben. Seine Ergebnisse sollten deshalb auch nicht als Wahl-Empfehlung verstanden werden.“

## Methodik
Die Nutzer beantworten eine Reihe von Fragen und nutzen dafür die sogenannte Likert-Skala. Die Fragen werden so ausgewählt, dass sie eine Rolle in möglichst allen Wahlprogrammen der größeren Parteien spielen und inhaltlich eine möglichst gute Unterscheidung zwischen den Parteien erlauben. Die Fragen für das Wahl-Navi wurden in Zusammenarbeit mit deutschen Politikwissenschaftlern ausgewählt.
Basierend auf öffentlichen Äußerungen der Parteien und ihrer Kandidaten (z. B. Parteiprogramme, Gesetzentwürfe, offizielle Webseiten, Reden, Pressemitteilungen, Statements im Bundestag etc.) wurden den jeweiligen Parteien zu jeder Frage ebenfalls Antworten auf der gleichen Likert-Skala zugeordnet. In einem zweiten Schritt wurden diese Zuordnungen mit den Parteien gespiegelt und mit ihnen kritisch diskutiert. Eine ganze Reihe von Algorithmen berechnet nach jeder Nutzung die allgemeine Nähe des Nutzers zu jeder vertretenen Partei.